# Segona categoria del Campionat de Catalunya de futbol 1921-1922
Resultats de la lliga de Segona categoria del Campionat de Catalunya de futbol 1921-1922.

## Sistema de competició
La competició, anomenada Primera Categoria B, va ser disputada per 6 equips en un grup únic. El primer classificat disputà la promoció d'ascens a primera categoria. El sisè classificat disputà la promoció de descens.

## Classificació final
| Pos | Equip          | PJ | PG | PE | PP | GF | GC | DG  | Pts | Classificació        |
| --- | -------------- | -- | -- | -- | -- | -- | -- | --- | --- | -------------------- |
| 1   | FC Espanya (C) | 10 | 6  | 0  | 4  | 22 | 20 | +2  | 16  | Campió (+4)          |
| 2   | FC Martinenc   | 10 | 7  | 1  | 2  | 34 | 17 | +17 | 16  | (+1)                 |
| 3   | FC Badalona    | 10 | 4  | 2  | 4  | 19 | 22 | −3  | 12  | (+2)                 |
| 4   | CE Júpiter     | 10 | 4  | 1  | 5  | 16 | 20 | −4  | 8   | (-1)                 |
| 5   | CS de Sants    | 10 | 2  | 2  | 6  | 12 | 19 | −7  | 4   | (-2) (Nota)          |
| 6   | Terrassa FC    | 10 | 3  | 2  | 5  | 17 | 22 | −5  | 2   | Promoció (-6) (Nota) |

La classificació final de campionat fou molt diferent a la que es produí en el camp. L'Espanya guanyà tres punts als despatxos per actuacions arbitrals condicionades en els seus partits davant Terrassa, Júpiter i Badalona. A més, Terrassa i Centre de Sants van perdre diversos punts per problemes per jugar amb jugadors amb llicència incorrecta. Aquests canvis portaren un empat a punts entre Martinenc i Espanya al capdavant de la classificació i dugueren al Terrassa a la darrera posició del campionat.
Espanya i Martinenc disputaren un partit de desempat per decidir el campió del Primera B:
| FC Espanya              | 2 - 1 | FC Martinenc |
| ----------------------- | ----- | ------------ |
| Raich · Bertrand (p.p.) |       | Lakatos      |

El FC Espanya es proclamà campió i es classificà per disputar la promoció davant de l'Espanyol.

## Resultats
| Primera volta | Primera volta | Primera volta        | Primera volta |
| Jornada       | Data          | Local - Visitant     | Resultat      |
| ------------- | ------------- | -------------------- | ------------- |
| 1             | 16-10-1921    | Badalona - Martinenc | 1-7           |
| 1             | 16-10-1921    | Terrassa - Júpiter   | 3-1           |
| 1             | 16-10-1921    | Sants - Espanya      | 1-2           |
| 2             | 23-10-1921    | Sants - Júpiter      | 0-2           |
| 2             | 23-10-1921    | Badalona - Terrassa  | 3-1           |
| 2             | 23-10-1921    | Espanya - Martinenc  | 5-2           |
| 3             | 06-11-1921    | Martinenc - Terrassa | 3-3           |
| 3             | 06-11-1921    | Sants - Badalona     | 2-2           |
| 3             | 06-11-1921    | Júpiter - Espanya    | 1-3           |
| 4             | 13-11-1921    | Júpiter - Badalona   | 0-3           |
| 4             | 13-11-1921    | Terrassa - Espanya   | 3-2           |
| 4             | 13-11-1921    | Martinenc - Sants    | 2-1           |
| 5             | 20-11-1921    | Terrassa - Sants     | 2-2           |
| 5             | 20-11-1921    | Júpiter - Martinenc  | 3-2           |
| 5             | 20-11-1921    | Espanya - Badalona   | 3-2           |
|               |               |                      |               |

| Segona volta | Segona volta | Segona volta         | Segona volta |
| Jornada      | Data         | Local - Visitant     | Resultat     |
| ------------ | ------------ | -------------------- | ------------ |
| 6            | 29-01-1922   | Martinenc - Badalona | 4-1          |
| 6            | 29-01-1922   | Júpiter - Terrassa   | 3-2          |
| 6            | 29-01-1922   | Espanya - Sants      | 3-0          |
| 7            | 04-12-1921   | Terrassa - Badalona  | 2-1          |
| 7            | 04-12-1921   | Martinenc - Espanya  | 8-0          |
| 7            | 12-02-1922   | Júpiter - Sants      | 1-2          |
| 8            | 18-12-1921   | Terrassa - Martinenc | 0-1          |
| 8            | 18-12-1921   | Badalona - Sants     | 2-0          |
| 8            | 18-12-1921   | Espanya - Júpiter    | 0-1          |
| 9            | 15-01-1922   | Badalona - Júpiter   | 2-2          |
| 9            | 15-01-1922   | Espanya - Terrassa   | 3-0          |
| 9            | 15-01-1922   | Sants - Martinenc    | 1-2          |
| 10           | 22-01-1922   | Sants - Terrassa     | 3-1          |
| 10           | 22-01-1922   | Martinenc - Júpiter  | 3-2          |
| 10           | 22-01-1922   | Badalona - Espanya   | 2-1          |
|              |              |                      |              |

## Promoció d'ascens
L'Espanyol, de Primera A, i l'Espanya de Primera B jugaren la promoció per la darrera plaça a la màxima categoria. L'Espanyol guanyà a doble partit i mantingué la categoria.
| FC Espanya | 0 - 2 | RCD Espanyol    |
| ---------- | ----- | --------------- |
|            |       | Ventura · Urgel |

| RCD Espanyol                     | 3 - 0 | FC Espanya |
| -------------------------------- | ----- | ---------- |
| Sotillos · Montesinos · Sotillos |       |            |

## Promoció de descens
El Terrassa FC havia de disputar la promoció de descens. No obstant, la desaparició del Centre d'Esports de Sants, que s'havia fusionat amb l'Internacional per formar la Unió Esportiva Sants, deixà una plaça lliure a la categoria per la propera temporada. Aquesta plaça fou ocupada per l'Atlètic de Sabadell.